# Kylmälä
Kylmälä är en by i Kyrkslätt i det finländska landskapet Nyland. Byn ligger i kommunens norra del nära Lappböle. År 2011 fanns det 855 invånare i byn. Kylmälä har antagligen fått sitt namn från någon gård i byn som har en gång varit öde, alltså en så kallad "kallrök" (kylmä = kall på svenska).
I Kylmälä finns den frivilliga brandkåren Kylmälä FBK.
Det finns en grundskola, Sjökulla skola, i byn. Nära skolan finns en liten badstrand vid sjön Tampaja. Också Skoggård radioforskningsinstitut med Helsingfors universitets observatorium, Aalto-universitetets radioteleskop och Geodatacentralens forskningsstation finns i Kylmälä.